# Asociación Deportiva Municipal Puntarenas
El Municipal Puntarenas es un club de fútbol de Costa Rica, con sede en la ciudad de Puntarenas. Fue fundado el 9 de enero de 1952. Por muchos años, fue el equipo más representativo de esta provincia del Pacífico en el fútbol de la Primera División de Costa Rica, siendo su máximo logró el campeonato nacional ganado en la temporada 1986-1987. También fue campeón de la Segunda División de Costa Rica en 1976, así como subcampeón nacional en 1978 y 1983, 1991 y subcampeón de Copa en 1975. Su sede fue el Estadio Lito Pérez, de la ciudad de Puntarenas.
El primer gol del equipo en Primera División lo marcó Eduardo "Pistón" Velázquez el 19 de abril de 1964, en la derrota 1-5 contra Orión FC. Su máximo goleador histórico en Primera División es Leónidas "Leoni" Flores (93 goles), mientras que Carlos "Pistoncillo" Velázquez es el jugador con más juegos disputados en Primera División, con 409 encuentros. El técnico con más partidos dirigidos en Primera División es Marvin Rodríguez (174), quien además dio al equipo su único título nacional. Durante su paso por la primera división, logró en 4 ocasiones que jugadores del equipo fueran los máximos goleadores del torneo: Gerardo Gutiérrez, con 23 tantos (1978); Leonidas Flores, con 19 (1986); y Javier Astúa, con 15 (1992) y con 21 (1993-94).
En 2001, el equipo Chuchequero, como se le conoce, descendió definitivamente a Segunda División, en la que militó hasta el 23 de enero del 2009 cuando, debido a irregularidades con la inscripción de jugadores, fue descendido a la Liga amateur del fútbol costarricense o Primera División de LINAFA, en la que militó desde entonces, hasta su desaparición definitiva en 2014. No debe confundirse con Puntarenas FC o la  A.D. Puntarenense.

## Historia
El Municipal Puntarenas se fundó en 1952, participó en la Liga Mayor (así se llamaba la Segunda División), hasta 1963, pese a no campeonizar en esa oportunidad fue ascendido a la primera división donde permaneció por 9 temporadas (hasta 1972). En 1973 jugó en la Liga de Ascenso, y tres años más tarde obtuvo el título de la mano de su entrenador Juan Colecchio goleando a la AD Barbareña, el cual logra un decoroso tercer lugar y siendo subcampeón Golfito Fútbol Club.
De vuelta en la división de honor se mantuvo por 24 temporadas seguidas y se ubica en el quinto lugar de la tablas histórica del fútbol costarricense, en la que ha disputado más de 1200 partidos.
Puntarenas obtuvo el subcampeonato de Primera División en 1978, 1982, y 1983, y el Campeonato de Primera División en 1986, siendo el primer equipo que no pertenece al Valle Central en conseguir tal logro. Puntarenas, del a mano del técnico Marvin Rodríguez, derrotó en la final a la Liga Deportiva Alajuelense en el estadio Lito Pérez por 2:1 y logró sacar el empate a 1 en la vuelta en el estadio Alejandro Morera Soto de la ciudad de Alajuela, para dejarse la corona del certamen, en lo que fue su máximo logro como equipo de primera división. Ese torneo, logró 21 victorias, 18 empates, siete caídas, 55 goles a favor, 29 en contra y 60 puntos, superando a todos sus rivales. Su estadio recibió el apodo de "La Olla Mágica" ya que para a los equipos visitantes se les hacía muy difícil obtener el triunfo en ese estadio ante los chuchequeros. 
Luego de una pésima temporada en el año 2000, quedó en último lugar y descendió a la Liga de Ascenso (Segunda División).  Militó en sea liga desde el 2001, salvando la categoría en la temporada 2002-2003 cuando disputó la liguilla del descenso ante el Municipal Santa Ana. En Pavas los porteños igualaron a 2 goles, mientras que en el Lito Pérez ganaron 3 - 2, por lo tanto, fueron los santanecos quienes descendieron a Primera División de LINAFA. En la temporada siguiente los porteños clasificaron a la segunda ronda, tanto en Apertura como en Clausura, al igual que en el Clausura del 2004. En este torneo se ubicaron de segundo lugar al perder la final con el cuadro de Belén, quien fue el campeón nacional en esa temporada.
El 23 de enero del 2009, y debido a irregularidades con la inscripción de jugadores, el equipo es notificado que fue descendido a la Liga amateur del fútbol costarricense o Primera División de LINAFA. La temporada 2009-2010 queda como Subcampeón de LINAFA, sin embargo no logra el ascenso ya que solo el campeón de esa categoría asciende.
Finalmente el equipo desapareció en el año 2014, luego de que el club no se inscribiera para el Torneo LINAFA 2013-2014.

### Reaparición en la Segunda B LINAFA
En julio de 2025 el equipo de Unión Porteña que había obtenido el ascenso a la Segunda B de LINAFA para la Temporada 2025-2026, decide cambiar su nombre y utilizar el nombre del desaparecido equipo Municipal Puntarenas por lo que se da el regreso de este equipo al fútbol federado de Costa Rica.

## Uniforme
- Uniforme titular: Camiseta anaranjada, pantalón blanca, medias blancas.
- Uniforme alternativo: Camiseta blanca, pantalón blanco, medias blancas.

## Palmarés
Torneos de Liga
- Primera División de Costa Rica (1): 1986
- Subcampeón Primera División de Costa Rica (3): 1978, 1982, 1983
- Segunda División de Costa Rica (1): 1975-76
- Subcampeón Segunda División de Costa Rica (1): 2004
- Subcampeón Primera División de LINAFA (1): 2009-10

Torneos de Copa
- Subcampeón de Copa Juan Santamaría (1): 1975
- Campeón Torneo Relámpago del Fútbol Costarricense (1): 1981